# Aparelho Voador a Baixa Altitude
Aparelho Voador a Baixa Altitude é um filme sueco-português de 2002, do género ficção científica, realizado por Solveig Nordlund, com argumento baseado no conto Low-Flying Aircraft, de J. G. Ballard.

## Enredo
Margarida Marinho e Miguel Guilherme interpretam o casal Judite e André. Judite já experienciou sete abortos, mas voltou a engravidar. Determinados a terem este bebé, falsificam o teste obrigatório e refugiam-se para um hotel chamado Vénus, situado numa zona bastante abandonada. Judite dá à luz ao seu bebé, mas entrega-o a um Z.O.T.E. para ele "sobreviver". Aparentemente deu luz a um bebé deformado. O filme acaba com o casal a ir-se embora do hotel.

## Elenco
- Margarida Marinho como Judite
- Miguel Guilherme como André
- Rui Morisson como doutor Gould
- Rita Só como Carmen
- Canto e Castro como senhor Ferreira
- Ismael Lourenço como Gaston
- Sheila Buchanan como Vilma
- María Duarte Pereira como Joy
- Fernanda Duarte como Cindy
- José Pinto como canalizador
- Isabel de Castro como senhora Ferreira
- Jonathan Weightman como voz de Van Dorm
- Rafaela Santos xomo mulher grávida
- Carlos Santos como agente de polícia
- Io Appolloni como voz de Joy
- Elisa Lisboa como voz de Cindy

## Prémios
- Aparelho Voador a Baixa Altitude foi nomeado aos Globos de Ouro 2003 na categoria de Melhor Atriz para Margarida Marinho.[carece de fontes?]
- Venceu o prémio de melhor filme do festival Caminhos do Cinema Português em 2003.[carece de fontes?]